# (21682) Peštafrantišek
21682 Pestafrantisek (1999 RT32) – planetoida z pasa głównego asteroid okrążająca Słońce w ciągu 3,88 lat w średniej odległości 2,47 j.a. Odkryta 9 września 1999 roku.